# Gai Treboni
Gai Treboni (en llatí Caius Trebonius) va ser un magistrat romà del segle i aC. Va ser partidari dels optimats o dels plebeus, segons li va convenir políticament. Pel seu ascens social es diu que va ser un novus homo. Fou qüestor el 60 aC i va comandar algunes legions al servei de Juli Cèsar. També va ser pretor urbà i,tot i que Cèsar el va nomenar cònsol suffectus i li va prometre ser governador d'Àsia, no va dubtar en participar en el complot per assassinar-lo. Acusat després de traïdor a la pàtria, Dolabel·la va ser l'encarregat de posar fi a la seva vida.

## Inicis en política
Gai Treboni va néixer el 92 aC, fill d'un cavaller romà que no havia tingut cap magistratura. Ell es considerava un Novus Homo, ja que va ascendir socialment sense cap familiar que li obrís el camí, arribant a ser un dels diversos homes que pertanyien al cercle de confiança de Juli Cèsar. Va servir com a qüestor, potser l'any 60 aC, i va ser llavors que es va oposar, igual que els triumvirs, al desig de Publi Clodi Pulcre, un polític d'origen aristocràtic que, com que no havia sortit vencedor a les eleccions, volia ser adoptat per una família plebea per poder-se presentar al càrrec de tribú de la plebs. Malgrat tot Publi Clodi se'n va sortir amb la seva i, quan fou escollit tribú l'any 55 aC, Gai Treboni va canviar d'idea i li va donar suport.
Va ser instrument dels triumvirs en proposar que Gneu Pompeu tindria el govern de les dues Hispànies, Cras es quedaria amb la província de Síria mentre que Cèsar governaria les Gàl·lies i Il·líria per cinc anys més. Aquesta proposta fou aprovada pels comicis i és coneguda com a Lex Trebonia.

## Legat de Cèsar
Cèsar el va recompensar nomenant-lo legat a la Gàl·lia on va romandre fins a l'inici de la guerra civil el 49 aC. El 54 aC va acompanyar Cèsar en la segona expedició a Britànnia, on va estar a càrrec de tres legions per contraatacar les forces de Cassivelaune. Al retorn de Cèsar a la Gàl·lia, Gai Treboni i les seves legions es van establir per hivernar amb els belgae, a Samarobriva. Des d'allà es va traslladar juntament amb Cèsar per donar suport militar a Quint Tul·li Ciceró qui estava sent assetjat pels eburons d'Ambiòrix.L'any 53 aC se li va encomanar exterminar els eburons en venjança per la destrucció de la Legió XIV Gemina en la batalla del Jeker, els quals es trobaven acampats a la rodalia de Huy.
L'any 50 aC Cèsar li va confiar la regió Belga de la Gàl·lia durant l'hivern, amb quatre legions, mentre ell marxava a Ravenna, on es prepararia per enfrontar-se a Pompeu i als senadors que li eren contraris. Quan Cèsar va saber que el cònsol Gai Claudi Marcel Menor l'havia declarat enemic de l'estat, va ordenar a Gai Treboni, el 20 d'octubre, que es desplacés amb tres legions a Matisco, on havia de quedar-se esperant noves instruccions.Aquestes van arribar a l'abril del 49 aC, quan va rebre el comandament de les forces que assetjarien Massília.Abans de començar el setge, Gai Treboni va contractar treballadors de la província i bestiar, ordenant l'aprovisionament de fusta per fer un emmurallat provisional. Per mar va rebre el suport de Dècim Juni Brut Albí.
El setge va durar des del 19 d'abril fins al 6 de setembre. Va fer construir plataformes i ariets per tombar les muralles de Massília, cosa que finalment va aconseguir al juliol, llavors va començar una lluita, que Treboni va suspendre, ja que Cèsar li havia manat que esperés la seva arribada abans de castigar els ciutadans. Això va portar a una situació difícil de controlar, ja que els seus homes esperaven poder saquejar. Cap a finals d'agost, Gai Treboni es va veure sorprès quan un grup de massilians, aprofitant un descuit de la guàrdia, van atacar el seu campament. Treboni, però, va reaccionar a temps i els va tornar a sotmetre. Finalment quan els massilians van sentir que Cèsar tornava victoriós d'Hispània, es van rendir. Treboni va acceptar amb la condició que li lliuressin totes les armes, els diners de la ciutat i els vaixells.

## Pretor i procònsol

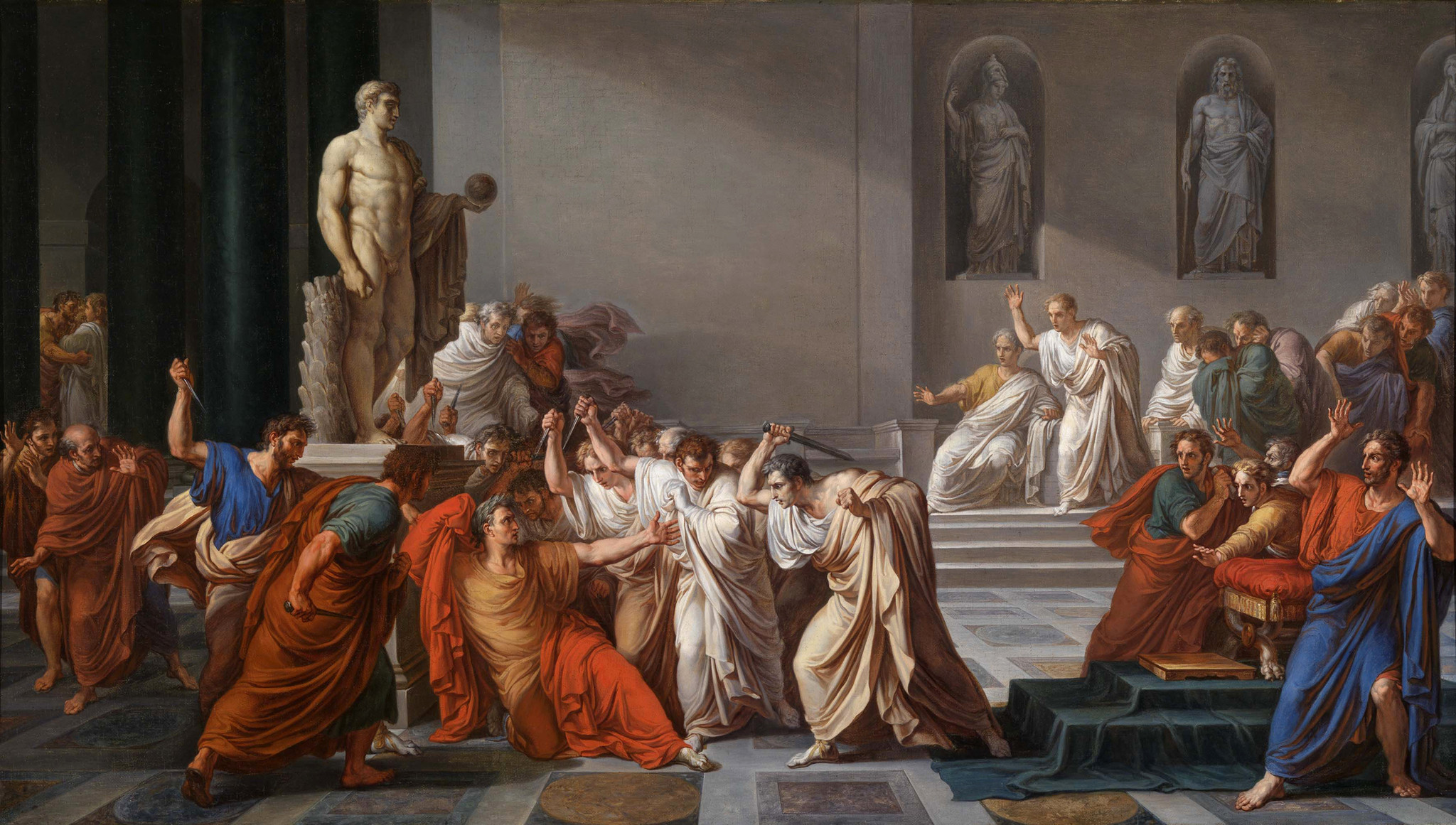
Gai Treboni va ser l'encarregat d'impedir el pas a Marc Antoni al Teatre de Pompeu, mentre els altres membres de la cúria assassinaven a Juli Cèsar. Pintura de Vincenzo Camuccini representant l'interior del teatre aquell dia.

El 48 aC fou pretor urbà i Cèsar li va encomanar la tasca d'administrar els deutes adquirits per la guerra. Es va trobar amb l'oposició del seu col·lega Marc Celi Ruf que volia guanyar popularitat posant-se de la banda dels deutors. Llavors Ruf va posar la seva cadira al costat de la de Treboni i descaradament va declarar que si algú se sentia enganyat pels procediments de Treboni, ell escoltaria cada cas amb atenció. Quan ningú va contestar al seu oferiment, Ruf va proposar cancel·lar tots els deutes, i va instigar la multitud a atacar Treboni, però només van aconseguir fer-lo fora de la sala on estaven reunits. Treboni va continuar oposant-se a les mesures d'alleugeriment del deute de Ruf, fins que Ruf va fugir de Roma. Durant aquest any, Treboni també va ajudar Ciceró després que l'orador tornés del seu exili.
Al final del 47 aC com a propretor va substituir Quint Cassi Longí en el govern de la Hispània Ulterior, però fou expulsat de la província per un motí dels soldats que es van decantar pels pompeians. L'estiu del 46 aC va tornar a Roma i es va fer amic de Marc Antoni, advertint-lo quan va saber que hi havia un complot per assassinar Cèsar. Ciceró fins i tot va dir, anys després, que Gai Treboni i Marc Antoni eren els promotors de l'assassinat.
Juli Cèsar el va fer cònsol l'octubre del 45 aC i li va prometre la província d'Àsia com a procònsol; tot i els favors rebuts va participar en la conspiració per assassinar Cèsar que va acabar amb la mort d'aquest el març del 44 aC. La seva missió fou entretenir a Marc Antoni fora del senat. Segons Ciceró, Treboni va considerar que la llibertat del poble romà estava per damunt de la seva amistat amb Cèsar.

## Mort de Gai Treboni
Després de l'assassinat se'n va anar a la seva província d'Àsia. L'any 43 aC va enviar diners a Marc Juni Brut tiranicida a Macedònia, i a Gai Cassi Longí, que intentava obtenir possessió de Síria. En aquest any es va presentar a Esmirna, on vivia Treboni, Dolabel·la al que s'havia concedit al província de Síria i amb ordres de Marc Antoni de capturar els assassins de Cèsar. Al gener del 43 aC, Dolabel·la ja tenia Treboni i el va acusar de traïció a la pàtria, però sense portar-lo a judici, el va torturar i finalment el va decapitar.